# Swiss Comedy Award

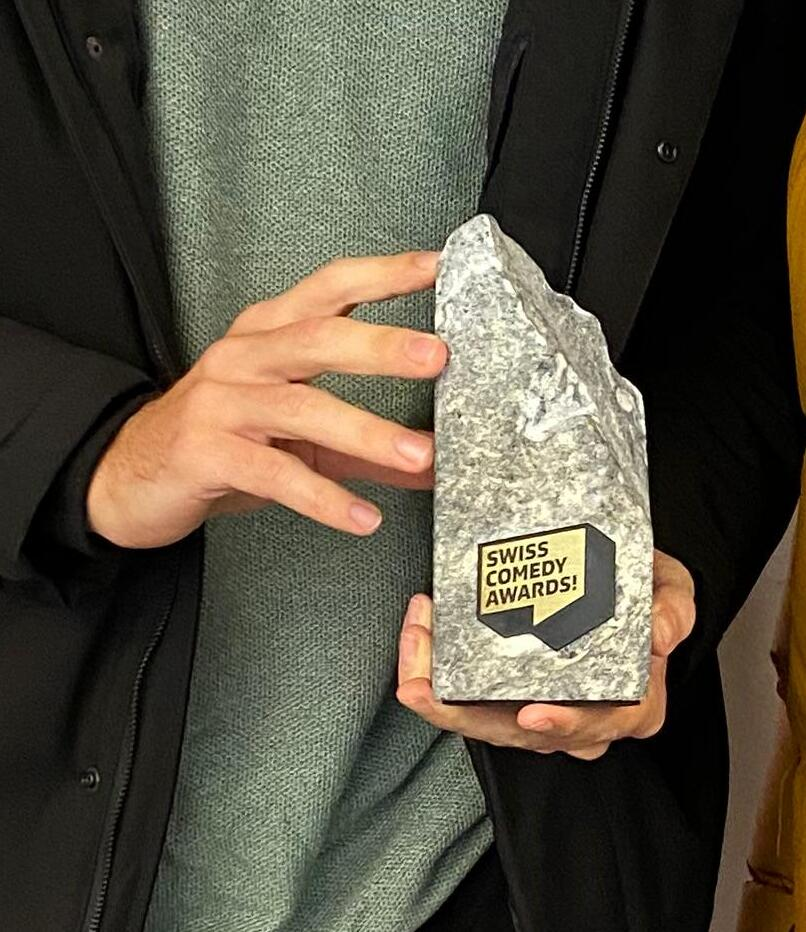
Swiss Comedy Award

Swiss Comedy Awards (bis 2017: Swiss Comedy Award) ist der Name eines Comedy-Wettbewerbs, der seit 1999 jährlich in der Schweiz ausgetragen wird (Produzent: Daniel Gundelfinger). Bis 2016 wurden die Auszeichnungen im Rahmen eines Newcomer-Wettbewerbs vergeben. Mit der Übergabe der Produktionsleitung an Rik Krieger & Lorenz Hauser (hauskrieg), gibt es seit 2017 weitere Kategorien: Solo, Ensemble, Talent (mit SRF3) und Online. Zudem wird aus den Kategorien Solo & Ensemble der grosse Publikumspreis gewählt. Vorrangiges Ziel des Wettbewerbs ist die Nachwuchsförderung im Comedy-Bereich, wie auch Comedy allgemein in der Schweiz weiter zu etablieren.
Im Februar 2025 teilte das Schweizer Radio und Fernsehen (SRF) mit, dass sie die Eigenproduktion der Swiss Comedy Awards aufgrund von Sparmassnahmen einstellt.

## Ausrichtung vor allem bis 2016
Jungen Künstlern wird die Möglichkeit geboten, sich unter professionellen Rahmenbedingungen einem grossen Publikum zu präsentieren. Der Siegerpreis besteht in einem professionellen Engagement an einem Comedy-Festival in der Schweiz.
Der Wettbewerb steht allen Newcomern bis 40 Jahre mit eigenen Nummern offen. Die Bewerbung erfolgt mit zwei Beiträgen von maximal sechs Minuten Dauer. Aus den eingegangenen Bewerbungen wählt eine Fachjury jeweils die vier bis sechs besten Acts für das Finale aus. Am Finale treten zuerst alle Künstler mit ihrer ersten Nummer auf, in der Pause gibt es eine Zwischenbewertung und zur zweiten Runde können dann die besten mit ihrem zweiten Beitrag nochmals auf die Bühne.

## Preisträger
| Jahr | Preisträger                        | ausserdem nominiert |
| ---- | ---------------------------------- | --- |
| 1999 | René Caldart                       | Oskar & Strudel, Renato Küttel, Les Somnifrères, Fredy Schär, Eli Zoladz                                                                      |
| 2000 | Simon Enzler und Christoph Maurer  | Josef Hafner, Annette Corti/Martin Gubler (Die Hilperts), Crazy Böbbers                                                                       |
| 2001 | Ingo Oschmann                      | Stiner-Sisters, Cabaret Divertimento, Peter Löhmann                                                                                           |
| 2002 | Les Frères Fargiani                | Patrick Sieber (Magier Ricky), Coni Allemann, Serge Beck                                                                                      |
| 2004 | Duo Hinterletscht                  | Marietta Jemmi, Andrea Witschi (Vreni Stauffacher), TRIS, Reto Zeller (Herbert)                                                               |
| 2005 | Suþcultura (jetzt: Paul und Willi) | Megner & Brückmann, Pasta del Amore, Hell und Schnell, Herr Bondolfi, Georg Krächter                                                          |
| 2006 | Zärtlichkeiten mit Freunden        | Kelvin von der Musikpolizei, Paul del Bene, GaGarin Brothers, Florian Kopp (Koppflos)                                                         |
| 2007 | Nils Heinrich                      | Matthias Seling, Toni Caradonna, Fabian Unteregger, Ass-Dur, Comedia Zap                                                                      |
| 2008 | Matthias Egersdörfer               | Sven Allenbach, Dittmar Bachmann, Michael Elsener, Jennifer/Jessica/Reinhold Fetscher, Thomas Müller                                          |
| 2009 | Reto Zeller                        | Christoph Engels, Duo BlöZinger, Dirk&Daniel, First Ladies; Publikumspreis: Simon Libsig                                                      |
| 2010 | Nepo Fitz                          | Jundula Deubel, Anette Herbst, Katrin Ingendoh, Veri, der Abwart, Philipp Scharri                                                             |
| 2011 | Sergio Sardella                    | Stéphanie Berger, Renate Coch, Frank Fischer, Andreas „Spider“ Krenzke und Vocal Recall                                                       |
| 2012 | El Mago Masin                      | Gymmick, Alexey Mironov, Esther Schaudt und Manuel Wolff; Publikumspreis: Johnny Burn                                                         |
| 2013 | Lisa Catena                        | Niko Formanek, Jelena Jugovic, Marie & Serjoschka und Parkbankduo; Publikumspreis: Javier Garcia                                              |
| 2014 | Charles Nguela                     | Marc Haller, Guy Landolt, Prinz Peter zu Punk&Pan, Shorty, Kaspar Tribelhorn; Publikumspreis: Charles Nguela                                  |
| 2015 | Florian Rexer                      | Kabarett Klischee, Anette Herbst, Helenka Romantickova, Günter Struchen & Gottfried Chummer, Zukkihund; Publikumspreis: Joël von Mutzenbecher |
| 2016 | Daniel Ziegler                     | Bastler & Grautier, 9 Volt Nelly, Lisa Brunner, Linaz, Pumpernickel, Sven Stickling; Publikumspreis: Lisa Brunner                             |

### 2017
| Kategorie      | Preisträger      |
| -------------- | ---------------- |
| Audience Award | Duo Divertimento |
| Solo Award     | Hazel Brugger    |
| Newcomer Award | Melanie Baumann  |

### 2018
| Kategorie                | Preisträger                                                                          |
| ------------------------ | ------------------------------------------------------------------------------------ |
| Audience Award           | Mike Müller und Viktor Giacobbo für ihr Bühnenprogramm «Giacobbo/Müller in Therapie» |
| Online Award             | Supercedi                                                                            |
| Solo Award               | Mike Müller für sein Programm «Heute Gemeindeversammlung»                            |
| Ensemble Award           | Bundesordner 2017 (Casinotheater Winterthur)                                         |
| SRF3 Young Talents Award | Kiko                                                                                 |

### 2019
| Kategorie                | Preisträger                                                     |
| ------------------------ | --------------------------------------------------------------- |
| Audience Award           | Bliss mit ihrem Programm «Volljährig»                           |
| Online Award             | Zeki Bulgurcu (@zekisworld)                                     |
| Solo Award               | Frölein Da Capo mit «Kämmerlimusik»                             |
| Ensemble Award           | Heinz de Specht mit ihrem Programm «Tribute to Heinz de Specht» |
| SRF3 Young Talents Award | Fabio Landert                                                   |

### 2020
| Kategorie                | Preisträger                                        |
| ------------------------ | -------------------------------------------------- |
| Audience Award           | Claudio Zuccolini mit seinem Programm «DARUM!»     |
| Online Award             | Adrian Vogt                                        |
| Solo Award               | Claudio Zuccolini mit seinem Programm «DARUM!»     |
| Ensemble Award           | Oropax mit ihrem Programm «Testsieger am Scheitel» |
| SRF3 Young Talents Award | Mateo Gudenrath & Moritz Schädler (ex aequo)       |

2021 fielen die Awards pandemiebedingt aus. Es wurde der nur SRF3-Award vergeben. Gewinnerin wurde Caro Knaack mit ihrem Programm «Eine Telenovela in echt».

### 2022
| Kategorie                | Preisträger                                         |
| ------------------------ | --------------------------------------------------- |
| Audience Award           | Charles Nguela                                      |
| Online Award             | Energy Social Media Team                            |
| Solo Award               | Charles Nguela mit seinem Programm »R.E.S.P.E.C.T.« |
| Ensemble Award           | Secondhand Orchestra                                |
| SRF3 Young Talents Award | Reena Krishnaraja                                   |
| Lifetime Award           | Emil Steinberger                                    |

### 2023
| Kategorie                | Preisträger     |
| ------------------------ | --------------- |
| Audience Award           | Bliss           |
| Online Award             | Eric Lüthi      |
| Solo Award               | Helga Schneider |
| Ensemble Award           | Bliss           |
| SRF3 Young Talents Award | Jozo Brica      |
| Lifetime Award           | Viktor Giacobbo |

### 2024
| Kategorie               | Preisträger                    |
| ----------------------- | ------------------------------ |
| Audience Award          | Patti Basler und Philippe Kuhn |
| Online Award            | Anaïs Decasper                 |
| Solo Award              | Michael Elsener                |
| Ensemble Award          | Riklin & Schaub                |
| SRF3 Best Talent Comedy | Julia Steiner                  |
| Lifetime Award          | Birgit Steinegger              |